# فيروس يتيم
الفيروس اليتيم هو فيروس غير متعلق بالتسبب بأي مرض لكنه يمتلك القدرة على الإمراض.

## التاريخ
يعد عالم الأمراض جيلبرت دالدورف الذي وصف دور فيروس كوكساكي في التسبب بالشلل في الفئران بينما لا يتسبب بذلك في الإنسان بأنه مصطلح «اليتيم» قد ساهم في ابتكاره مجموعة من علماء الفيروسات.

## الأمثلة
من الأمثلة على الفيروسات اليتيمة:
- الفيروس المرتبط بالفيروس الغدي، وهو من الفيروسات الصغيرة
- الهربس البشري 7، وهو من الفيروسات الهربسية
- الفيروس الرغوي البشري، وهو من الفيروسيات القهقرية
- الفيروس الريوي البشري، وهو من الفيروسات التنفسية المعوية اليتيمة
- فيروس التهاب الكبد G، وهو من الفيروسات المصفرة
- الفيروس المنتقل بنقل الدم، وهو من الفيروسات الحلقية

هنالك الكثير من الفيروسات المعوية والتي توصف بأنها فيروس إيكو (من ECHO باللغة الإنكليزية وهي مختصر فيروسات الاعتلال الخلوي المعوي اليتيمة البشرية (بالإنجليزية:  Enteric cytopathic human orphan viruses)‏) لأنها في الأصل لم تكن مرتبطة بأي نوع من الأمراض، ورغم أن الكثير منها مرتبط بأمراض معينة لكن مصطلح إيكو ما يزال مستعملا لها.